# Mammut (film)
Mammut är en svensk-tysk-dansk dramafilm från 2009, regisserad av Lukas Moodysson. Filmen hade svensk biopremiär den 23 januari 2009.

## Handling
Huvudtemat är föräldrar som lever mer eller mindre åtskilda från sina barn. Leo och Ellen lever en materiell lyxtillvaro med sin sjuåriga dotter Jackie på Manhattan. Deras toppjobb som spelsajt-ägare respektive kirurg gör emellertid deras samvaro med dottern minimal. Hon tyr sig helt till sin filippinska barnflicka Gloria, som tvingats lämna sina två små söner till sin egen mor hemma på Filippinerna för att få ett någorlunda välbetalt jobb. Hon hoppas kunna finansiera ett hus på Filippinerna med sin lön. Skillnaden mellan värdfamiljen och deras barnflicka är alltså att de förstnämnda mer eller mindre frivilligt väljer bort samvaron med sitt barn till förmån för karriären, medan Gloria gör samma sak av bistert nödtvång. 
Vid en scen i filmen ber Glorias äldre son gråtande i telefon sin mamma att komma hem. Dagen därpå tar mormodern beslutsamt honom till Manilas enorma soptipp för att han ska få se de fattiga barn som går på den stinkande högen i desperat hopp att hitta något värdefullt. "Så här kommer ni också att få det, om inte er mamma jobbade i USA", är mormoderns hårda budskap.

## Rollista
- Gael García Bernal – Leo Vidales
- Michelle Williams – Ellen Vidales
- Marife Necesito – Gloria
- Sophie Nyweide – Jackie Vidales
- Thomas McCarthy – Robert "Bob" Sanders
- Run Srinikornchot – Cookie
- Jan Nicdao – Salvador
- Martin Delos Santos – Manuel
- Maria del Carmen – farmor
- Perry Dizon – farbror Fernando
- Joseph Mydell	– Ben Jackson
- Doña Croll – Alice
- Caesar Kobb – Anthony
- Matthew James Ryder – Bob Sanders kollega
- Piromya Sootrak – Cookies dotter
- Pasakorn Mahakanok – Pom
- Thanita Nitna-na-nan – Pim
- Ian Stevens – pojke 1
- Rune Kippervik – pojke 2
- Peter Tuinstra – pojke 3
- Pennapa Udomsin – massös
- Ofelia B. Ruivivar – Sari Sari, försäljare
- Attakorn Kauchat – van-chaufför
- Winai Kasikoon – taxichaufför
- Khomsak Yala – man i baren
- Shatshai Yala	– skäggig man
- Sama-ann Kasikoon – man i bungalow
- Sunaa	– försäljare på stranden
- Nigel Rogers – västern-man
- Raul Morit – mannen som hittar Salvador
- Greg Schroeder – man i gathörn
- Tirso Sotelo – fiskare
- Mario Sumagui	– präst
- Julie Ysla – granne
- Drew Ernst – kund i affär
- Marilyn Cea – kvinna i bar
- Michelle Collins – sjuksköterska
- Sarah Marlow – sjuksköterska
- Mehrnosh Sharivar – sjuksköterska
- Rajfa Duzic – sjuksköterska
- David Hagman – ambulanspersonal
- Thomas Forsberg – ambulanspersonal
- Bryan Glinski	– ambulanspersonal
- Anita Sihlberg – ambulanspersonal
- Maurice Herbert – medlem i traumateamet
- Zana Penjweni	– medlem i traumateamet
- Elmira Arikan	– medlem i traumateamet
- Blanche Ona – medlem i traumateamet
- Tony Wedgwood	– speakerröst

## Om filmen
Mammut producerades av Lars Jönsson för Memfis Film Rights VI AB och distribueras i Sverige av AB Svensk Filmindustri. Den spelades in i Koh Lanta i Thailand, New York i USA, Sabang, Bataan och Subic Bay i Filippinerna och Trollhättan i Sverige. Den fotades av Marcel Zyskind och klipptes sedan samman av Michal Leszczylowski. Musiken komponerades av Jesper Kurlandsky, Erik Holmquist och Linus Giertta. Filmen hade en budget på 10 miljoner amerikanska dollar. Dialogen är på engelska, tagalog och thailändska.
Filmen premiärvisades den 23 januari 2009 i Sverige. Den 8 februari 2009 visades den på Berlins filmfestival och den 3 februari 2010 på Göteborgs filmfestival. Den gavs ut på DVD den 22 juli 2009. Sveriges Television visade filmen i SVT2 den 14 januari 2012.
Lineproducern Malte Forssell belönades med en Guldbagge 2010 för särskilda insatser. Juryns motivering löd "För att oerhört skickligt ha hållit ihop inspelningen i tre världsdelar av filmen Mammut". Filmen blev också nominerad till en Guldbjörn vid Berlins filmfestival 2009 samt till Lino Brocka Award vid Cinemanila International Film Festival 2009.

## Musik
- "Destroy Everything You Touch", Mira Aroyo, Daniel Hunt, Helen Marnie och Reuben Wu, framförd av Ladytron
- "The Greatest", Chan Marshall, framförd av Cat Power
- "Motherless Child", Liz Mitchell och Frank Farian, framförd av Boney M
- "International Dateline", Mira Aroyo, Daniel Hunt, Helen Marnie och Reuben Wu, framförd av Ladytron
- "Beatus vir, Op. 38", Henryk Mikolaj Górecki, framförd av Nikita Storojew, körsång Prague Philharmonic Choir, orkester Czech Philharmonic dirigerad av John Nelson
- "Boga", Edda Rún Ólafsdóttir, Hildur Ársælsdóttir, Maria Huld Markan Sigfúsdóttir och Sólrún Sumarliðadóttir, framförd av Amiina
- "Sogg", Edda Rún Ólafsdóttir, Hildur Ársælsdóttir, Maria Huld Markan Sigfúsdóttir och Sólrún Sumarliðadóttir, framförd av Amiina
- "Versus", Mira Aroyo, Daniel Hunt, Helen Marnie och Reuben Wu, framförd av Ladytron
- "House of Cards", Thom Yorke, Jonny Greenwood, Colin Greenwood, Ed O'Brien och Phil Selway, framförd av Radiohead
- "Only U", Derrick Thomas McElroy, Denzil Foster, Jay A King, Ashanti (som Ashanti Doglas), Marcus Vest, Irv Gotti (som Irving Lorenzo), framförd av Ashanti
- "Lupiina", Edda Rún Ólafsdóttir, Hildur Ársælsdóttir, Maria Huld Markan Sigfúsdóttir och Sólrún Sumarliðadóttir, framförd av Amiina
- "Seventh Heaven", Werner Tautz
- "Urban Raw", Gabriel Flies